# Horse Isle
Ne doit pas être confondu avec Horse Island.
Horse Isle est un îlot rocheux d'Écosse situé dans le Firth of Clyde et faisant partie du Council area de North Ayrshire.

## Histoire
En 1960, un remorqueur baptisé « Brigadier » s'est échoué sur Horse Isle et a sombré.
Aujourd'hui, l'îlot est une réserve naturelle en dépit de la faible végétation qui le recouvre.

## Géographie
Horse isle se trouve dans le Firth of Clyde, un vaste fjord entre la péninsule de Kintyre et le reste de l'Écosse.
L'îlot se trouve à un kilomètre à l'Ouest de la ville de Ardrossan, en face de l'île d'Arran.
Deux îlets, North Islet et South Islet, ainsi que des récifs bordent la cote Est de Horse Isle.
Une vieille tour abandonnée ayant peut-être servi de phare se trouve au Sud de l'îlot.

## Référence
- (en) Cet article est partiellement ou en totalité issu de l’article de Wikipédia en anglais intitulé « Horse Isle » (voir la liste des auteurs).